# Danica Roem
Danica Roem (Manassas, Virgínia, 30 de setembro de 1984) é uma jornalista e política estadunidense, filiada ao Partido Democrata do norte da Virgínia. Ela foi eleita, em 2017, como deputada da Câmara de Delegados da Virgínia pelo 13º distrito. Danica se tornou a primeira mulher transgênera a vencer uma eleição para uma legislatura estadual nos Estados Unidos e também a primeira a servir um mandato político eletivo no país. Atualmente, desde 2024, serve como membra do Senado da Virgínia pelo 30º distrito.